# HF Sinclair
HF Sinclair Corporation — нефтеперерабатывающая компания США. Штаб-квартира компании находится в Далласе, штат Техас. В списке крупнейших компаний мира Forbes Global 2000 за 2022 год заняла 1598-е место (657-е по размеру выручки, 1828-е по чистой прибыли, 1824-е по рыночной капитализации).

## История
Holly Corporation была основана в 1947 году. В 1955 году корпорация стала публичной путём размещения акций на Американской Фондовой Бирже. В 1969 году купила Navajo Refining Company, управлявшую НПЗ в Артиже (штат Нью-Мексико). В 2003 году у ConocoPhillips был куплен ещё один НПЗ в Вудс-Кроссе (штат Юта). В 2009 году нефтеперерабатывающие мощности были удвоены покупкой двух НПЗ в Талсе.
Wainoco Oil была основана в 1949 году для добычи нефти в Канаде и США. В 1981 году компания разместила акции на Нью-Йоркской фондовой бирже. В 1991 году Wainoco объединилась с Frontier Oil Corporation, главным активом которой был НПЗ в городе Шайенн (Вайоминг). С 1998 года объединённая компания стала называться Frontier, к этому времени все нефтедобывающие активы были проданы. В 1999 году Frontier приобрела НПЗ в Эльдорадо (штат Канзас), который до этого принадлежал совместному предприятию Texaco и Shell.
В 2011 году Holly и Frontier объединились под названием HollyFrontier Corporation. В 2017 году был куплен производитель смазочных материалов Petro-Canada Lubricants Inc. В 2018 году куплен производитель дизельного топлива для локомотивов Red Giant Oil Company. В 2019 году была куплена компания Sonneborn.
В 2021 году был куплен НПЗ в Анакортесе (англ., штат Вашингтон).
В марте 2022 года было завершено слияние HollyFrontier Corporation с Sinclair Oil Corporation. Образовавшаяся компания получила название HF Sinclair Corporation.

## Деятельность
Компании принадлежат 7 нефтеперерабатывающих заводов:
- Puget Sound Refinery[англ.], Анакортес (Вашингтон) — 149 тыс. баррелей в сутки;
- Эльдорадо (Канзас) — 135 тыс. баррелей в сутки;
- Талса (Оклахома) — 125 тыс. баррелей в сутки;
- Артижа (Нью-Мексико) — 100 тыс. баррелей в сутки;
- Вудс-Кросс (Юта) — 45 тыс. баррелей в сутки;
- Синклер (Вайоминг);
- Каспер (Вайоминг).

НПЗ в Шайенн (Вайоминг) переоборудован под производство биодизеля.
Также компания имеет три завода по производству смазочных материалов (в штате Пенсильвания, Канаде и Нидерландах) и три завода по производству асфальта.
Под брендом Sinclair на правах франчайзинга работают 1300 АЗС.